# Râul Shire
Shire este un râu în Malawi și Mozambic. Este un defluent al lacului Malawi și se varsă în Zambezi pe teritoriul Mozambicului, în aval de localitatea Cena. Are o lungime de 402 km.